# Anđelo Milevoj
Anđelo Milevoj (Labin, 26 marzo 1941) è un ex calciatore croato, di ruolo difensore centrale.

## Biografia
Nasce in pieno conflitto di seconda guerra mondiale nei sobborghi di Labin (Albona) in una famiglia di etnia jugoslavo croata.

## Carriera

### Club
Milevoj si innamora del gioco del calcio da ragazzino. Si distingue tra i suoi coetanei a tal punto da essere ammesso nelle giovanili del Rudar Labin, dove poi raggiunge la prima squadra. Non ci mette molto a farsi notare da un grande club, il Rijeka, dove appunto si trasferisce, e con il quale si guadagna ben presto il posto da titolare in prima squadra. Qui, dopo anni di duro lavoro, diviene il leggendario difensore e capitano del Rijeka che tutti in Croazia ricordano ancora oggi.
Beniamino dei tifosi e grande difensore, Milevoj viene soprannominato dalla tifoseria Anđeo Čuvar, che in lingua croata significa "Angelo Custode". Il soprannome gli rimane per il resto della carriera.
Con 200 presenze nella massima serie jugoslava, Milevoj guida la sua squadra da capitano alla vittoria di numerosi trofei minori, fino ad arrivare, nella stagione 1964-1965, ad un sorprendente terzo posto nel campionato jugoslavo.
Nel 1970 passa quindi all'Olimpia Lubiana, con il quale raggiunge la finale di Coppa di Jugoslava, e si piazza al settimo posto in campionato; gioca tutte le partite da titolare segnando anche due goal. A fine stagione, nell'estate del 1972, annuncia il suo ritiro dal calcio giocato.

### Nazionale
Nel 1966 Milevoj giocò quattro partite amichevoli in nazionale esordendo contro l'Unione Sovietica.

## Riconoscimenti
Fu nominato miglior difensore del campionato jugoslavo per due anni di fila, nel 1967 e nel 1968.
Nel 2005-2007 il rispettato giornalista Marinko Lazzarich stilò, insieme ad altri collaboratori, la classifica dei migliori 11 giocatori del Rijeka di tutti i tempi, Milevoj fu classificato al secondo posto nella sopraccitata classifica. Segue la lista completa: 1. Jantoljak, 2. Milevoj, 3. Hrstić, 4. Radaković, 5. Radin, 6. Juričić, 7. Lukarić, 8. Gračan, 9. Osojnak, 10. Naumović, 11. Desnica.